# شرکت عمومی پخش‌همگانی اسرائیل

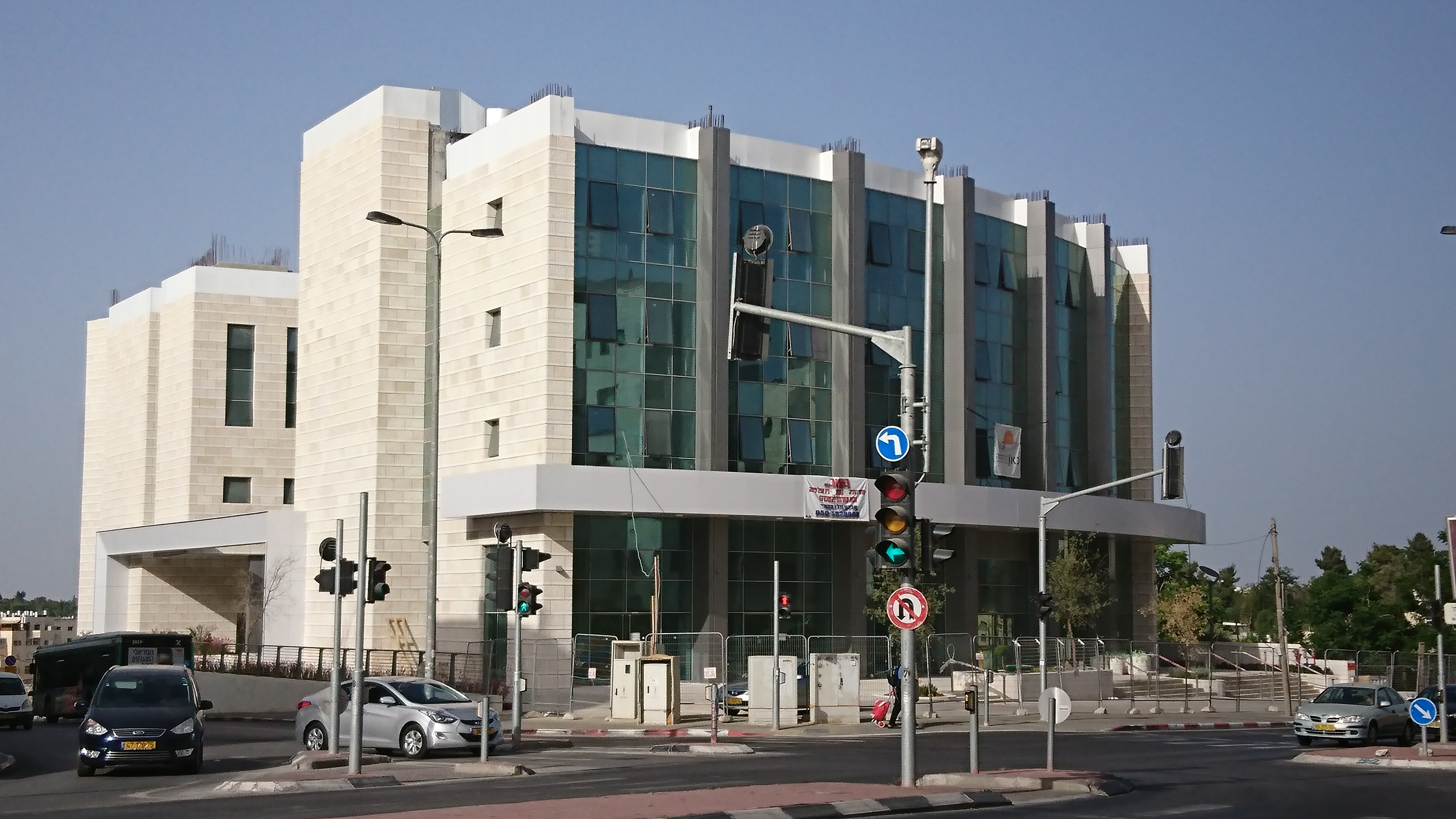
ساختمان اصلی شرکت در اورشلیم

شرکت عمومی پخش‌همگانی اسرائیل (به انگلیسی: The Israeli Public Broadcasting Corporation) (IPBC; عبری: תאגיד השידור הישראלי‎، آوانگاری: Ta'agid HaShidur HaYisra'eli، ت. «Israeli Broadcasting Corporation»; عربی: هيئة البث الإسرائيلي، آوانگاری: Hayyat al-Bathi al-Isrāʼīlī) رسانه دولتی اسرائیل است. در عبری IPBC با نام تجاری Kan خوانده می‌شود. (عبری: כאן‎، ت. «Here»), و در عربی به نام Makan است. (عربی: مكان، ت. «A place»). اخبار عبری آن Kan Hadashot نام دارد. (عبری: כאן חדשות‎) که پس از HaHadashot ۱۲ و کانال ۱۳ اخبار سومین برند بزرگ در پخش اخبار اسرائیل است.
پس از تأخیرهای متعدد به دلیل اختلاف نظر در ساختار آن توسط نخست‌وزیر بنیامین نتانیاهو، IPBC رسماً فعالیتهای رادیویی و تلویزیونی خود را در ۱۵ مه ۲۰۱۷ آغاز کرد و به عنوان پخش کننده دولتی، جانشین سازمان رادیو و تلویزیون اسرائیل (IBA) شد. اهداف رسمی شرکت، گسترش دانش، فرهنگ اسرائیلی و نوآوری در پخش است.

## تاریخچه

### انحلال سازمان رادیو و تلویزیون اسرائیل
سازمان رادیو و تلویزیون اسرائیل (IBA) از نظر وضعیت و عملکرد خراب شده بود. کمیته‌های عمومی دریافتند که این وخامت ناشی از عوامل مختلفی است، از جمله تعداد زیاد کارمندان، هزینه‌های بالای حقوق، توافقات سختگیرانه دستمزد و قانون حاکم بر آن. مسئولان ذی‌ربط، تغییرات ساختاری در مرجع و قانون را توصیه کردند.
در ژوئیه ۲۰۱۳، وزیر ارتباطات اسرائیل، گیلاد اردان، یک شرکت مشاوره خارجی استخدام کرد تا آینده سازمان رادیو و تلویزیون اسرائیل را بررسی کند. بعداً کمیته «لندس» تأسیس شد و تصمیمات خود را در ابتدای مارس ۲۰۱۴ منتشر کرد. طبق توافق‌ها، بودجه تلویزیون در ۱ آوریل ۲۰۱۵ لغو می‌شود و یک نهاد پخش جدید برای جایگزینی سازمان رادیو و تلویزیون اسرائیل تأسیس می‌شود.

### قانون گذاری
برای تدوین قوانین لازم، کنست کمیته ای (به سرپرستی ام‌کی کارین الهارار) تشکیل داد تا لایحه پخش عمومی را مورد بحث و بررسی قرار دهد. کمیته مذاکرات خود را در ۱۱ ژوئن ۲۰۱۴ آغاز کرد و به سرعت تعدادی از جلسات را انجام داد تا روند قانونگذاری تا پایان دوره کنست در ژوئیه تمام شود. در تاریخ ۹ ژوئیه، لایحه ای تصویب شد و برای قرائت دوم و سوم به کنست منتقل شد. قانون پخش عمومی که دستور تأسیس شرکت عمومی پخش‌همگانی اسرائیل و بسته شدن سازمان رادیو و تلویزیون اسرائیل را صادر کرد، در تاریخ ۲۹ ژوئیه ۲۰۱۴ تصویب شد. مطابق قانون جدید، یک چهارم کارکنان بدنه جدید از سازمان رادیو و تلویزیون اسرائیل و تلویزیون آموزشی استخدام می‌شوند.
بخش هفتم قانون فعالیت شرکت را شرح می‌دهد:
- (A) شرکت عمومی پخش‌همگانی اسرائیل انواع مختلفی از محتوا را بصری، صوتی و نوشتاری، از تلویزیون، رادیو و اینترنت را پخش و تهیه می‌کند.
- (B) محتوای ارائه شده توسط شرکت عمومی پخش‌همگانی اسرائیل باید مستقل باشد و برای همه شهروندان و ساکنان دولت اسرائیل باشد، باید دولت اسرائیل را به عنوان یک کشور یهودی و دموکراتیک به همراه ارزش‌ها و میراث آن به صورت منصفانه، برابر و متعادل منعکس و مستند کند و تنوع دیدگاه‌ها و نظرات رایج در افکار عمومی اسرائیل را پوشش دهد.
- (C) شرکت عمومی پخش‌همگانی اسرائیل باید محتوای اخبار و مطالب روزمره را به صورت حرفه ای، منصفانه، مسئولانه، مستقل ، انتقادی، بی طرفانه و قابل اعتماد، با شفافیت و اعمال قضاوت روزنامه‌نگاری و وفاداری به حقیقت ارائه دهد و تعهد کند که به مردم گزارش بدهد.
- (D) شرکت عمومی پخش‌همگانی اسرائیل محتوای متنوعی را برای کودکان و جوانان فراهم می‌کند و ایجاد محتوای آموزشی برای کودکان و جوانان را نیز ترویج می‌کند.
- (E) شرکت عمومی پخش‌همگانی اسرائیل، محتوای خود را با توجه به تنوع جمعیت در اسرائیل ارائه دهد، از جمله پخش به زبان عبری، پخش به زبان عربی برای جمعیت عرب در اسرائیل و پخش به زبان‌های دیگر در جامعه اسرائیل.

در انجام وظایف خود (همان‌طور که در این بخش بیان شده)، شرکت عمومی پخش‌همگانی اسرائیل به موارد زیر عمل خواهد کرد:
1. برای گسترش آموزش و دانش
2. برای ترویج فرهنگ اصیل اسرائیلی و موسیقی اسرائیلی
3. برای ارتقا نوآوری در زمینه محتوای پخش شده و فناوری‌های توزیع و پخش

### استخدام و قرارها
در سپتامبر ۲۰۱۴، شرکت عمومی پخش‌همگانی اسرائیل فعالیت خود را آغاز کرد. الداد کوبلنز در مارس ۲۰۱۵ به عنوان رئیس شرکت منصوب شد. رئیس هیئت مدیره گیل اومر است. در ۷ ژوئن ۲۰۱۶، شلومی ابرهم گلوبرزون به عنوان مدیر گروه اخبار منصوب شد. تا نوامبر ۲۰۱۶، حدود ۶۰۰ کارمند در شرکت استخدام شدند (عمدتاً مدیران، امور مالی و فناوری). بودجه نیروی انسانی اختصاص یافته، استخدام ۹۱۲ کارمند را امکان‌پذیر کرده‌است.

### تأخیر
در ژوئیه ۲۰۱۶، بنیامین نتانیاهو، نخست‌وزیر و آوی نیسنکورن وزیر ارتباطات اسرائیل توافق کردند که انحلال سازمان رادیو و تلویزیون اسرائیل و شرکت جدید را به اوایل سال ۲۰۱۸ موکول کنند.
در یک توافق‌نامه اضافی بین نتانیاهو و وزیر دارایی موشه کحلون، تصمیم بر این شد که شروع به کار شرکت جدید را به ۳۰ آوریل ۲۰۱۷ موکول کند مگر اینکه اعلام کند آماده پخش در ۱ ژانویه ۲۰۱۷ است. در دسامبر ۲۰۱۶، نتانیاهو و کهلون توافق کردند که پخش این شرکت از ۳۰ آوریل ۲۰۱۷ آغاز شود.
در مارس ۲۰۱۷، نتانیاهو برای بستن سازمان رادیو و تلویزیون اسرائیل در برابر مخالفت موشه کحلون تلاش کرد. آنها به توافقی دست یافتند که در آن آغاز به کار شرکت جدید به ۱۵ مه موکول شد و بخش اخبار به عنوان یک شرکت جداگانه فعالیت خواهد کرد. در ۱۱ مه، کنست تقسیم بخش خبر را تصویب کرد. با این حال، در ۱۴ مه دیوان عالی دادگستری دستور موقت تأخیر در انشعاب را صادر کرد.

### بودجه
بودجه ساخت شرکت ۳۵۰ میلیون پوند (۹۸٫۱ میلیون دلار آمریکا) بود: ۱۲۰ میلیون پوند (۳۳٫۶ میلیون دلار) برای تجهیزات حرفه ای، ۲۸ میلیون پوند (۷٫۸ میلیون دلار) برای نیروی کار، ۱۴ میلیون پوند (۳٫۹ میلیون دلار) برای عملیات، ۱۲۸ میلیون پوند (۳۵٫۸ دلار) میلیون) برای املاک و مستغلات و ۶۰ میلیون دلار برای خرید محتوا.

### وضعیت اتحادیه پخش برنامه‌های اروپایی
از آنجا که تاریخ راه اندازی شرکت عمومی پخش‌همگانی اسرائیل برای ۳۰ آوریل ۲۰۱۷ برنامه‌ریزی شده بود، مسابقه آواز یوروویژن ۲۰۱۷ برای پخش از کانال 11 IPBC برنامه‌ریزی شده بود. تاریخ شروع از اواسط آوریل به ۱۵ مه موکول شد و این مسابقه توسط سازمان رادیو و تلویزیون اسرائیل (که آخرین تولید و پخش تلویزیونی آن محسوب می‌شود) پخش شد.
برنامه شرکت عمومی پخش‌همگانی اسرائیل برای عضویت در اتحادیه پخش برنامه‌های اروپایی (EBU)، جایگزین IBA (سازمان رادیو و تلویزیون اسرائیل) به عنوان رسانه عمومی اسرائیل، توسط هیئت‌های حاکم EBU در حال بررسی بود و منتظر تصویب در مجمع عمومی EBU بود. در ۶ ژوئیه ۲۰۱۷، اعلام شد که توافق‌نامه ای بین EBU و IPBC امضا شده که به شرکت اجازه می‌دهد بدون عضویت کامل در رویدادهای EBU (مانند مسابقه آواز یوروویژن) شرکت کند.
اسرائیل در مسابقه آواز یوروویژن ۲۰۱۸ برنده شد و بنابراین میزان مسابقه آواز یوروویژن ۲۰۱۹ در تل آویو بود. با این حال، EBU هشدار داد که برنامه در انتظار ایجاد بخش خبری IPBC به عنوان یک پخش کننده جداگانه است (IPBC را فقط مسئول برنامه‌نویسی سرگرمی می‌دانیم) و با قوانینی که پخش کنندگان عضو را ملزم به مدیریت اخبار و برنامه‌های سرگرمی می‌کند، مغایرت دارد. در ۱۸ ژوئن ۲۰۱۸، با نزدیک شدن به تصمیم دادگاه عالی در مورد انشعاب، نتانیاهو گفت که دولت اسرائیل برای محافظت از میزبانی خود در مسابقه آواز یوروویژن، قوانین EBU را رعایت می‌کند. در ۷ دسامبر ۲۰۱۸، مجمع عمومی EBU به اتفاق آرا به تصویب درخواست عضویت IPBC رأی داد.

## تلویزیون
از ۱۵ مه ۲۰۱۷، IPBC (شرکت عمومی پخش‌همگانی اسرائیل) دو کانال تلویزیونی را بر روی فرستنده‌های ملی DVB-T2، خوراک ماهواره، شرکت کابلی هات، شرکت ماهواره یس، ارائه دهندگان تلویزیون‌های پولی کوچکتر (مانند تلویزیون Cellcom و Partner TV) و یک درگاه استریم رایگان ۷\۲۴ در اینترنت پخش می‌کند. در سال ۲۰۱۸، کان ۱۱ یک کانال با وضوح 4K از کانال ۵۱۱ معرفی کرد که فقط برای پخش مسابقات جام جهانی فوتبال ۲۰۱۸ استفاده شد.
کانال‌های تلویزیونی کان عبارتند از:
- کان ۱۱: کانال اصلی شرکت، جایگزین کانال ۱ سازمان رادیو و تلویزیون اسرائیل و در درجه اول پخش اخبار، امور جاری و برنامه‌های فرهنگی
- ماکان ۳۳: کانال عربی زبان، پخش اخبار و برنامه‌های فرهنگی و جایگزین کانال ۳۳ سازمان رادیو و تلویزیون اسرائیل
- Kan Educational: در ۱۵ اوت ۲۰۱۸، کانال ۲۳ (معروف به Hinuchit یا تلویزیون آموزشی اسرائیل) با یک کانال جوانان جایگزین شد.

## رادیو
کان هشت ایستگاه رادیویی را دارد که از سازمان رادیو و تلویزیون اسرائیل منتقل شده‌اند. جریان‌ها و برنامه‌های درخواستی از طریق وب سایت کان در دسترس هستند. بعضی از برنامه‌ها پادکست دارند. کان همچنین یک شبکه پادکست به نام Kan Hesketim را اداره می‌کند، که قبلاً Kan Od نامیده می‌شد.
- Kan Tarbut (اینجا فرهنگ است)، (Reshet Aleph سابق) - گفتگو و برنامه‌های فرهنگی. اخبار به زبان عبری همزمان با Reshet Bet پخش می‌شود.
- Kan Reshet Bet (Kan Network B) - اخبار، امور روز و ورزش، همراه با اخبار مربوط به ساعت به زبان عبری
- Kan Gimel (Kan C) - موسیقی اسرائیلی، اخبار عبری در بالاترین ساعات.
- MaKan، (ایستگاه Reshet Dalet سابق) - ایستگاه عربی زبان
- کان فارسی، (ایستگاه Reshet Hei سابق) - ایستگاه فارسی‌زبان. شبکه دیگر در ماهواره یا جریان وب نیست. اخبار فارسی بر اساس تقاضا همچنان در دسترس است.
- Kan REKA (شبکه مهاجران) - رادیو برای اقلیت اسرائیلی (مهاجران). زبانهای غیر عبری. یک ساعت اخبار انگلیسی ساعت ۸ عصر به وقت اسرائیل.
- Kan 88 - گزارش‌های موسیقی جاز، بلوز، موسیقی الکترونیکی و ترافیک
- Kan Kol Ha Musica (صدای موسیقی) - موسیقی کلاسیک و درام، با اخبار ساعتی عبری
- Kan Moreshet (میراث) - پخش مذهبی از شبکه Kan Tarbut

سه کانال رادیویی وب به ژانرهای خاص موسیقی اختصاص یافته‌اند:
- Kan Nostalgia (موسیقی نوستالژیک اسرائیلی)
- Kan Yam Tichon (کان دریای مدیترانه - موسیقی اسرائیلی به سبک خاورمیانه)
- Kan Tel Aviv 2019 (موسیقی از مسابقه آهنگ یوروویژن و فراتر از آن)

## مدیریت

### هیئت مدیره
هیئت مدیره عمومی ۱۲ نفره سیاست‌های شرکت را تعیین می‌کند، از جمله سیاست کلی پخش، تصویب برنامه‌ها و بودجه‌های پخش ، انتصاب مدیر کل، نظارت بر مدیریت و اجرای سیاست‌ها. هیئت مدیره همچنین موظف به تصویب ساختار سازمانی شرکت، سیاست اشتغال، سوابق پرسنل و بحث (و تصویب) بودجه آن و برنامه کاری سالانه مدیر عامل است.
انتصاب اعضای هیئت مدیره به عهده وزیر ارتباطات اسرائیل است. اگرچه اعضای هیئت مدیره یک دوره چهار ساله دارند، وزیر ارتباطات ممکن است (به توصیه کمیته جستجو) به یک عضو اجازه دهد یک دوره اضافی را بگذراند. این هیئت شامل حداقل شش زن و حداقل یک عضو عرب شامل جمعیت دروز اسرائیلی و چرکسی است. در تاریخ ۱۳ و ۱۶ آوریل ۲۰۱۶، وزیر ارتباطات و نخست‌وزیر بنیامین نتانیاهو اعضای هیئت مدیره (به سرپرستی گیل اومر) را به پیشنهاد کمیته جستجو به ریاست دادگستری عزرا کاما تأیید کردند.

### مدیر کل
مدیر عامل شرکت توسط هیئت مدیره آن منصوب می‌شود. یک کمیته جستجو به ریاست قاضی عزرا کاما، معاون سابق دادگاه منطقه اورشلیم، تشکیل شد. مدیر عامل برای یک دوره چهار ساله منصوب می‌شود که ممکن است برای یک دوره دیگر تمدید شود. وظایف آنها شامل مدیریت معمول، سردبیر اصلی پخش، پخش برنامه‌ریزی شده و ارائه پیشنهادات بودجه و برنامه‌های کاری سالانه است. مدیر عامل شرکت نماینده شرکت است، اسناد و معاملات را امضا می‌کند و کارمندان را استخدام می‌کند.
این شرکت پس از آغاز پخش، با انتصاب مدیرعامل، مدیر کل موقتی، الداد کوبلنز را منصوب کرد. مدیر کل موقتی زیرساخت‌های لازم برای فعالیت شرکت‌ها را تا زمان پخش پخش ایجاد کرد.

### بخش اخبار
بخش اخبار محتوایی را به ایستگاه‌های دیجیتالی، تلویزیونی و رادیویی شرکت ارائه می‌دهد که در وب سایت شرکت و صفحه فیس بوک نیز وجود دارد. برای این بخش، بودجه ای ۱۶۰ میلیون پوندی جهت تأسیس و به‌کارگیری ۴۵۰ روزنامه‌نگار، عکاس و پرسنل تولید، اختصاص یافت.

### بخش دیجیتال
در طول تأسیس این شرکت، این شرکت کانال‌های رادیویی و تلویزیونی پخش نمی‌کرد زیرا سازمان رادیو و تلویزیون اسرائیل هنوز در حال کار بود. محتوا به‌طور کلی، و اخبار به‌طور خاص، از طریق سیستم عامل‌های دیجیتال مانند VOD، اینترنت و تلفن‌های همراه منتشر می‌شد.
بخش دیجیتال دارای دو بخش است: بخش ایجاد محتوا مسئول محتوای سازگار با شبکه‌های اجتماعی و بخش محصولات مسئول ساخت و بهره‌برداری از سیستم عامل‌های دیجیتال. خدمات ارائه شده توسط بخش دیجیتال شامل:
- وب سایت - شامل مقالات محتوایی، فیلم‌ها، ایستگاه‌های رادیویی دیجیتال و اطلاعات اداری است.
- برنامه موبایل - برنامه اندروید
- ایستگاه‌های رادیویی - تعدادی ایستگاه رادیویی دیجیتال ۲۴/۷، موجود در وب سایت و با برنامه اندروید
- پادکست‌ها
- بازی‌های المپیک تابستانی ۲۰۱۶
- بازی اقتصادی - بودجه دولت را ارائه می‌دهد.
- محتوای موجود در شبکه‌های اجتماعی